# Tadeusz Billewicz
Tadeusz Billewicz herbu Mogiła (zm. 12 sierpnia 1788) – kasztelan trocki od 1788, wojewoda mścisławski od 1786 roku, kasztelan mścisławski od 1783 roku, ciwun ejragolski w latach 1775–1783, ciwun Wielkich Dyrwian w 1761 roku, ciwun pojurski w 1757 roku, marszałek Księstwa Żmudzkiego w konfederacji barskiej od 1771, konsyliarz Rady Nieustającej, starosta wojniucki w 1764 roku. 
Syn ciwuna Wielkich Dyrwian Aleksandra, brat Jerzego Szymona i Mateusza.
Był elektorem Stanisława Augusta Poniatowskiego w 1764 roku z Księstwa Żmudzkiego. Poseł na Sejm 1776 roku z Księstwa Żmudzkiego. Konsyliarz Departamentu Wojskowego Rady Nieustającej w 1788 roku.